# براعم (قناة تلفزيونية)
قناة براعم للأطفال هي قناة تلفزيونية موجهة للأطفال ما قبل المدرسة بين سن 3 و6 سنوات، تمّ تصميمها خصيصاً وبعناية كبيرة على مدى سنتين لهذه الشريحة العمرية، وتملكها مؤسسة قطر للتربية والعلوم وتنمية المجتمع ومجموعة بي ان الإعلامية 
وهي قناة مفيدة للأطفال وتعلمهم الرسم وكذلك الكتابة والقراءة.
تقدم القناة برامج مخصصة لهذه الفئة العمرية. بثت لأول مرة في تاريخ 16 يناير 2009 وتبث لمدة 17 ساعة يوميا. وتبث أيضا للأطفال المغتربين عبر هوت بيرد. هدف براعم هو تثقيف الأطفال وتوجيه تفاعلاتهم النامية مع العالم المحيط بهم. حيث تركز القناة على المحتوى التعليمي للمساعدة في تطوير المهارات الاجتماعية للطفل. كما يتم خدمة الأطفال عبر الموقع الرسمي للقناة (Baraem. Tv) لمساعدة الآباء والأمهات. وتقدم القناة مجموعة من الأفكار المبتكرة لغرز قيم التعليم والترفيه للأطفال. للقناة شقيقة كبرى تدعى تلفزيون ج.
كانت قناة براعم مملوكة سابقا لمؤسسة قطر للتربية والعلوم وتنمية المجتمع وشركة الجزيرة للأطفال، وحاليا هي مملوكة ل مجموعة بي إن الإعلامية مع بقائها في شركة الجزيرة للأطفال.

## قصة
أطلقت قناة الجزيرة للأطفال قناة براعم كأول قناة عربية مفتوحة على الهواء وموجّهة للأطفال في سن ما قبل المدرسة.
ترافق براعم الأطفال وأمهاتهم يومياً من خلال مضمون تربوي هادف يساهم في تقوية مدارك الأطفال وتعزيز استيعابهم للأشياء المحيطة بهم كالأشكال والألوان والحروف، ويساعد بذلك التربويين والأهل على تطوير المهارات الاجتماعية عند الأطفال وتنمية طاقاتهم من خلال استخدام الحدس والاستنتاج وتفعيل القدرة على الانتباه والتركيز.
كما يساهم الموقع الإلكتروني (www.baraem.tv) في تشجيع الأطفال وذويهم على التواصل والتفاعل من خلال الألعاب والنشاطات المنوعة الجميلة.
يبدأ البث الصباحي للقناة على الساعة 6:00 صباحاً بتوقيت الدوحة (3:00 صباحاً بتوقيت غرينتش) بفقرة «أحلى صباح» التي تمتد حتى الساعة 10:00 صباحاً بتوقيت الدوحة (7:00 صباحاً بتوقيت غرينتش)، بعدها ينتقل الأطفال إلى ورشة «حروف ورسوم» يتعلّمون فيها القراءة والكتابة والرسم في أجواء مرحة وفي بداية الظهيرة يلتقون بصديقتهم «فـافـا» ورفاقها، ثم ينتقلون إلى فقرة «المرح ألوان» ليتعرّفوا بالحروف والأرقام والألوان والأشكال، إلخ... وينتهي اليوم مع فقرة «نام القمر». وتتخلل كلّ هذه المحطات العديد من البرامج والرسوم المتحرّكة والقصص المنتقاة خصيصاً للأطفال الصغار.
يغطي بث «براعم»، وهي قناة مفتوحة على الهواء، العالم العربي وأوروبا على ثلاثة أقمارٍ صناعية هي عربسات ونايلسات وهوتبرد على مدى 17 ساعة يومياً.

## فقرات القناة اليومية
- أحلى الصباح
- حروف ورسوم
- فافا
- المرح ألوان
- نام القمر

## أهم البرامج
- بينوكيو
- روزي
- الأرقام الجميلة
- اين بو؟
- القط ذو القبعة
- شموسة و بدر
- خط المساعدة
- تيلا تولا
- ابني و تيل
- لماح الفطين
- رماح سيارة السباق
- وسام و دلال
- مغامرات ميشو
- ميشو و روبن
- عالم فرحان
- بابار و مغامرات بادو
- انه عالم كبير
- بالوبو
- جزيرة لولو
- مغامرات نور
- حركات رشيقة
- روب الآلي
- بلايز والشاحنات العملاقة
- يوكي
- صديقي الأرنب
- حديقة المرح
- العميل السري اوسو
- الحيوانات الآلية
- كيمي
- قطار الديناصور
- بومبا
- مزرعة بيبا
- سامي رجل الإطفاء
- حكايات العم مصلح
- ديم و دام
- لولي
- اباداس
- بورورو البطريق الصغير
- خمن مع بسبس
- هيا نرسم
- روبوكار بولي
- ساحة المرح
- بوب البناء
- تيلا وتولا
- بالي
- مختبر نينا
- مختبر نينا :الهندسة
- مختبر نينا :مستكشفو الأرض
- بابار ومغامرات بادو
- زينة
- وايبولو
- زيد والعلوم
- عالم فرحان
- أولي الباص الأبيض
- بوو!
- تيمي تايم
- فراولة وصديقاتها
- إيلا بيلا بينغو
- فرانكلين و الأصدقاء
- القط الخشخاش
- بوكويو
- الدنيا روزي
- نانا و طاطا
- مهمة في الفضاء
- بينكي دينكي دو
- نان وليلي
- حكايات العم مصلح
- جيك و قراصنة ارض الاحلام
- زيد و العلوم
- الحمل الظريف
- مزرعة المرح

## انضمام القناة لمجموعة قنوات beIN
في 1 أبريل 2016 أعلنت مجموعة قنوات beIN عن ضمها القناة إلى جانب شقيقتها تلفزيون ج إلى باقتها فقد تم تشفيرها وبذلك تم إغلاق القناة وأصبح بالإمكان مشاهدتها عند الاشتراك بالباقة وذلك على القناة رقم 132 مما نال استياء الجمهور العربي نظراً لكونها تحظى بشعبية واسعة خاصة في صفوف الأطفال وتعلمهم العربية الفصحى ولا تبث مقاطع خليعة.